# Oijen en Teeffelen
Oijen en Teeffelen is een voormalige gemeente in de provincie Noord-Brabant. 
In 1939 is de gemeente samen met de gemeente Lithoijen opgegaan in de gemeente Lith, die op haar beurt inmiddels bij de gemeente Oss is gevoegd.
De gemeente Oijen en Teeffelen bestond uit de dorpen Oijen en Teeffelen, ieder met een eigen dorpsschool.
Binnen de voormalige gemeentegrenzen ligt nog het gehucht Boveneind. Iets ten noorden van Teeffelen ligt bovendien een groep huizen die vroeger het gehucht Driehuizen vormden.

## Zie ook

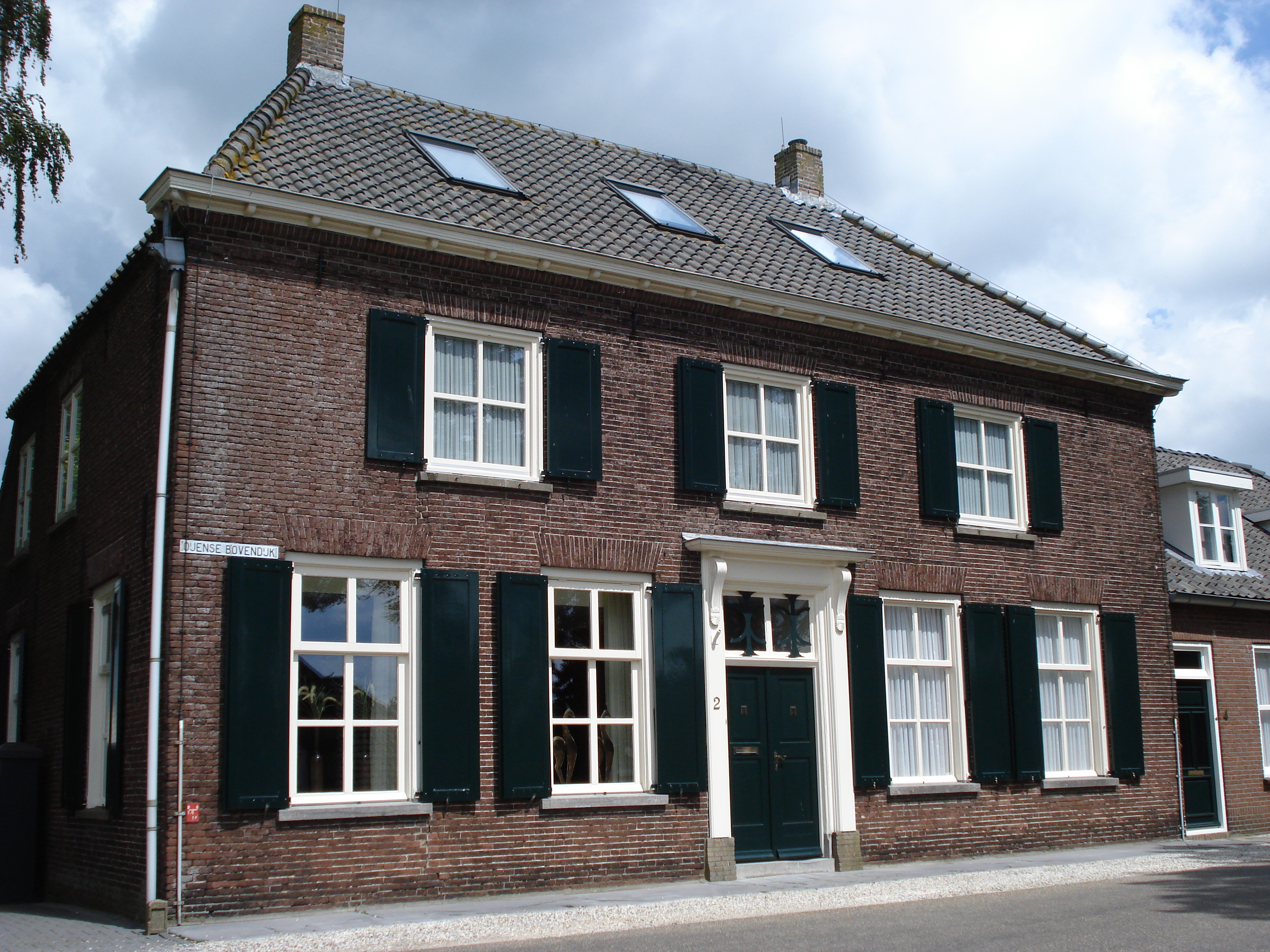
Voormalige gemeentehuis van Oijen en Teeffelen